# Syzyf
Syzyf (gr. Σίσυφος Sísyphos, Sisyphos Aiolides, łac. Sisyphus) – w mitologii greckiej założyciel i król miasta Efyra (późniejszy Korynt), mąż Merope, syn Eola i dziad Bellerofonta, postać tragiczna, archetyp. 

## W mitologii
Syzyf miał być ojcem Glaukosa, późniejszego króla Koryntu. Według niektórych źródeł mógł też spłodzić Odyseusza. Bogowie lubili Syzyfa i zapraszali go na swoje uczty, skąd król zawsze podkradał ambrozję, a także słuchał pogłosek i plotek wymienianych przy stole, które potem powtarzał wśród innych śmiertelnych. Bogowie wybaczali jego przewinienia do czasu, gdy zdradził pewien poufny sekret Zeusa. Postanowili uśmiercić Syzyfa, on jednak uwięził bożka śmierci Tanatosa. Kiedy zauważono fakt nagłego braku śmiertelności wśród ludzi, Tanatos został uwolniony. Sprytny Syzyf zdołał powiedzieć swej żonie, ażeby nie chowała go zgodnie z ceremoniałem greckim – tym samym jego dusza nie mogła zapłacić Charonowi za przeprawę przez Styks. Hades zezwolił mu więc na powrót do krainy żywych, by dopilnował odpowiedniego pochówku swojego ciała. Syzyf jednak wykorzystał ten fakt i skrył się przed boskim wzrokiem. Żył bardzo długo, lecz w końcu przypomniano sobie o uciekinierze. Wówczas bogowie zdecydowali, że ukarzą Syzyfa wieczną  i bezużyteczną pracą – ma on wtaczać na szczyt ogromnej góry wielki głaz, który jednak przed wierzchołkiem zawsze wymyka mu się z rąk i stacza się na sam dół zbocza. 
Współcześnie określenie „syzyfowa praca” oznacza ciężką pracę, z góry skazaną na niepowodzenie.
Dla starożytnych los Syzyfa zapewne był głównie przestrogą, by szanować boską władzę i nie buntować się przeciw jej wyrokom. Jednak Albert Camus zapoczątkował interpretację mitu o Syzyfie jako obrazu absurdu ludzkiego istnienia. Według niego ludzkie życie jest jak trud Syzyfa: bez sensu, podległe wyższym siłom. Syzyf stał się symbolem ludzkiego heroizmu i wytrwałości. Uosabia trud i bunt walczącego z bogami o swoją godność.
Jako archetyp charakteru może być kojarzony z upadłą naturą anielską.